# Red Digital Cinema Camera Company
Red Digital Cinema Camera Company é uma empresa americana que fabrica ferramentas de cinematografia e fotografia digitais. Câmeras RED são muito modulares e apoiam gravação bruta de fotos e vídeo (raw) em comparação com câmeras de película cinematográfica.
A sede da empresa fica em Irvine, Califórnia, com estúdios em Hollywood, Califórnia. Tem escritórios em Londres, Xangai e Cingapura, lojas de varejo em Hollywood, Nova York e Miami, bem como vários revendedores autorizados e centros de serviço em todo o mundo.

## História
Red Cinema Digital foi fundada em 2005 por Jim Jannard. A empresa começou com um pequeno grupo de empresários em um armazém que queria construir com qualidade, câmeras de vídeo digitais a preços acessíveis e que acreditava que o vídeo 4K seria o futuro da captura de imagem digital.
No NAB Show 2006, Jannard anunciou que Red estava para construir uma câmera de cinema digital 4K e começou a tomar pré-encomendas. Mais de mil pessoas colocaram um depósito reembolsável, e Red começou a trabalhar para cumprir as ordens.
Em março de 2007, o diretor Peter Jackson completou um teste de câmera de dois protótipos de câmeras Red One, que tornou-se a 12 minutos de curta-metragem World War I "Crossing the Line". A primeira câmera Red foi entregue aos clientes em agosto de 2007. 
A Red One foi a primeira câmera acessível que trouxe aos cineastas recursos personalizáveis e out-of-the-box funcionalidade com "qualidade semelhante ao filme" conhecido em câmeras de 35mm muito mais caras.

## Câmeras

### RED ONE

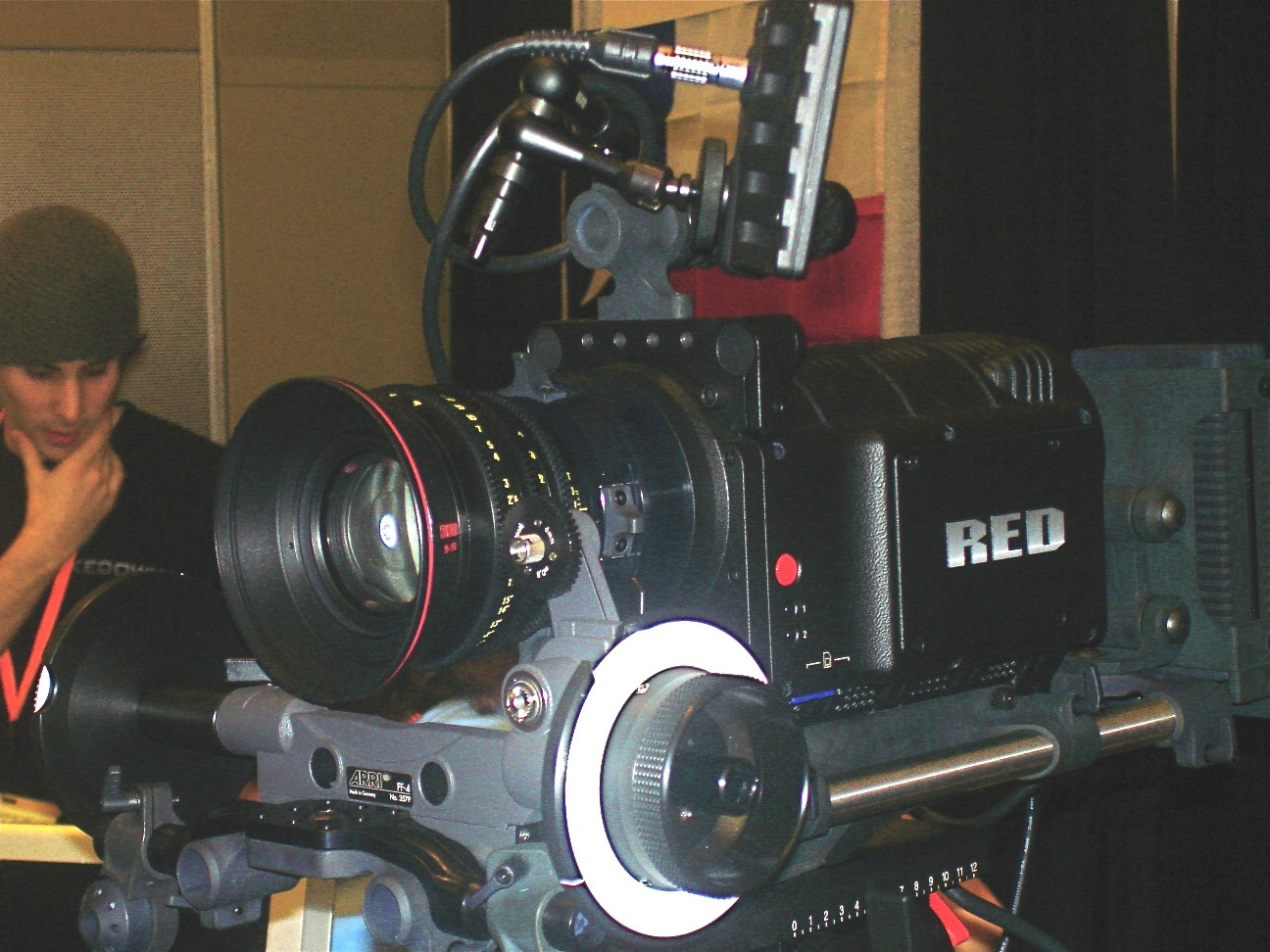
Red One

RED ONE lançada em 2007, foi a primeira câmera da Red Digital Cinema, com a capacidade de gravar em Resolução 4K.
| Modelo      | Lançamento | Sensor         | Resolução máxima | Dispositivo de armazenamento | Dimensões (mm) (L,A,P) | Peso (g) |
| ----------- | ---------- | -------------- | ---------------- | ---------------------------- | ---------------------- | -------- |
| RED ONE     | 2007       | MYSTERIUM 4K   | 4k               | CF                           | 148 x 97 x 57          | 4540g    |
| RED ONE M-X | 2009       | MYSTERIUM-X 4K | 4k               | CF + REDMAG                  | 148 x 97 x 57          | 4540g    |

## Filmes filmados com Red Camera[5]
- Captain Marvel (filme)
- O Exterminador do Futuro: Destino Sombrio
- Malévola: Dona do Mal
- Bird Box (filme)
- Máquinas Mortais
- Venom (filme)
- Missão: Impossível - Efeito Fallout
- Homem-Formiga e a Vespa
- Perdido em Marte
- Independence Day: Resurgence